# سقانفار پایین‌کروا
سقانفار پایین‌کروا مربوط به دوره قاجار است و در شهرستان قائم شهر، بخش مرکزی، دهستان نوکنده کا، روستای پایین کروا واقع شده و این اثر در تاریخ ۲۶ اسفند ۱۳۸۶ با شمارهٔ ثبت ۲۱۹۸۸ به‌عنوان یکی از آثار ملی ایران به ثبت رسیده است.